# Mormonia muliercula
Mormonia muliercula là một loài bướm đêm trong họ Noctuidae.